# Lauria
Lauria község (comune) Olaszország Basilicata régiójában, Potenza megyében.

## Fekvése
Basilicata egyik legfontosabb települése. A Sinni folyó völgyében fekszik, a megye délnyugati részén. A vele szomszédos községek: Castelluccio Superiore, Castelsaraceno, Lagonegro, Laino Borgo, Latronico, Moliterno, Nemoli, Tortora és Trecchina

## Története
A település első említése a 10. századból származik, amikor az itt megtelepedett Szent Vazul-rendi szerzetesek birtoka volt. A középkor során nápolyi nemesi családok birtoka volt. 1806-ban a Nápolyi Királyságot lerohanó francia seregek lemészárolták a település lakosságának nagy részét (lauriai mészárlás).

## Népessége
A népesség számának alakulása:

## Főbb látnivalói
- Madonna dell’Armo-szentély

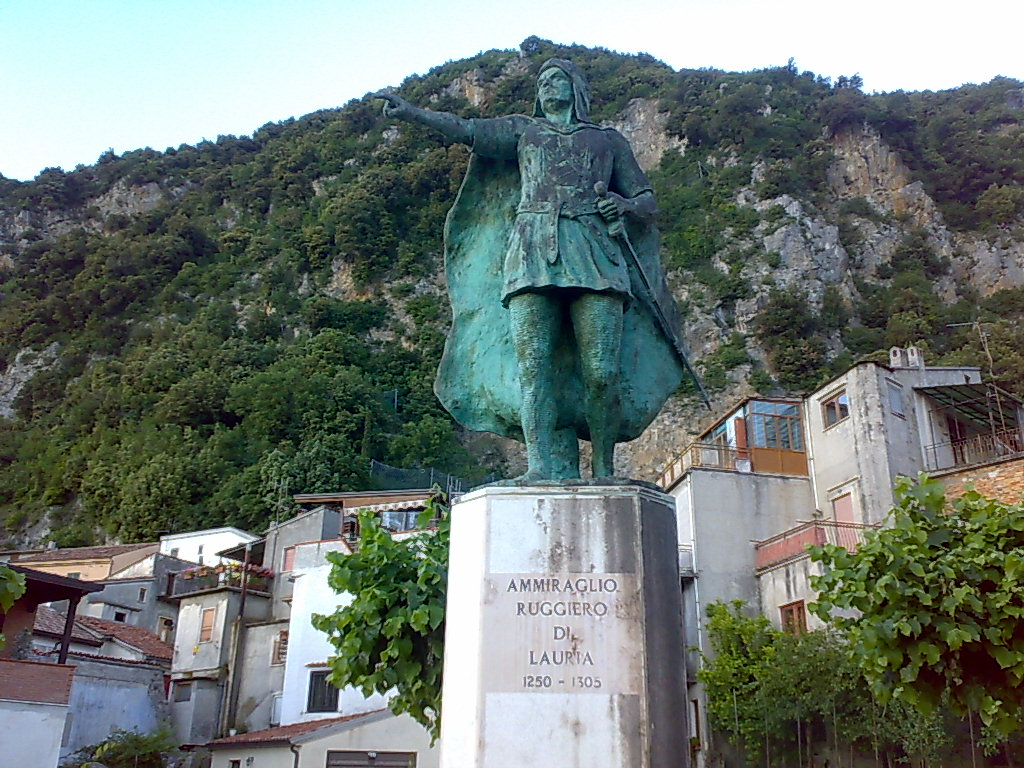
Ruggiero di Lauria emlékműve

- Sant’Antonio dei Frati Cappuccini-kolostor
- San Nicola di Bari-templom (15. század)
- San Giacomo Apostolo-templom (15. század)

## Közlekedés
- a legfontosabb Lauriát érintő út az A2-es autópálya (Nápoly-Reggio Calabria). ;
- A "strada statale 585 del Fondo Valle del Noce" az olyan Tirrén-tenger partján fekvő településekkel jelent összeköttetést, mint Maratea, Tortora Marina, Praia a Mare, Scalea és Diamante.
- A "strada statale 653 della Valle del Sinni" a Jón-tenger partjával köti össze,

- 1978-ban bezárták a vasútállomást

- A legközelebbi repülőterek:
  - Salerno-Pontecagnano: 130 km;
  - Lamezia Terme: 186 km;
  - Napoli-Capodichino: 209 km.